# Jadranka Zajc-Satler
Jadranka Zajc-Satler, slovenska zdravnica mikrobiologinja, * 6. januar 1924, Ljubljana, † 24. marec 1988, Ljubljana.

## Življenje in delo
Jadranka Zajc, poročena z zdravnikom J. Satlerjem, je v rojstnem kraju  obiskovala osnovno šolo (1934–1942) klasično gimnazijo (1942–1946) in študirala medicino ter 1950 diplomirala na Medicinski fakulteti v Ljubljani. Leta 1955 je opravila specialististični izpit iz mikrobiologije in parazitologije in 1964 doktorirala z disertacijo Pritlikave kolonije pri Salmonella typhi. Strokovno se je izpoplnjevala v Zagrebu, Beogradu in Parizu. Sprva je bila zaposlena na Infekcijski kliniki v Ljubljani, od 1955 pa na Mikrobiološkem inštitutu MF, od 1978 je bila redna profesorica MF v Ljubljani. Leta 1971 je prejela priznanje za udeležbo v osvobodilnem gibanju v Ljubljani, 1980 pa red zaslug za ljudstvo
Na Mikrobiološkem inštitutu MF je od 1969 vodila oddelek za enterobakterije, kjer je z novimi preiskavnimi metodami in veliko strokovnostjo izpopolnila diagnostiko. Zadnja leta se je ukvarjala zlasti z raziskavami klinične mikrobiologije, etiologije diarealnih bolezni in izolacijo sevov Yersinia enterocolitica.
Sama ali s sodelavci je napisala nad 100 znanstvenih in strokovnih sestavkov ter raziskovalnih poročil in sodelovala pri pripravi študijskih gradiv za pouk klinične mikrobiologije. Napisala je učbenika: Priročnik za laboratorijsko diagnostiko enterobakterij (COBISS) in Praktikum iz mikrobiologije in parazitologije (s soavtorji; 1967 in ponatisi).